# De Wrekers (boek)
De wrekers is een omnibus geschreven door Agatha Christie. Het boek bestaat naast een volledig verhaal ook uit veertien korte verhalen die eerder apart verschenen in diverse kranten en magazines. In elk verhaal speelt het speurdersduo Tommy en Tuppence een hoofdrol.
De bundeling met korte verhalen kwam oorspronkelijk uit in het Verenigd Koninkrijk en de Verenigde Staten in januari 1929 onder de titel Partners in crime en werd respectievelijk uitgegeven door William Collins & Sons en Dodd, Mead and Company. Een eerste Nederlandstalige versie van deze bundel verscheen samen met De geheime tegenstander in 1930 onder de titel De Wrekers. Uitgeverij Luitingh-Sijthoff bracht in 1959 een tweede Nederlandstalige versie uit onder de naam Deelgenoten in de misdaad.

## Titels
| (nl) titel                                | (en) titel                                                  |
| ----------------------------------------- | ----------------------------------------------------------- |
| De geheime tegenstander                   | The secret adversary                                        |
| Het internationaal detectivebureau        | A fairy in the flat; A pot of tea                           |
| Het schouderklopje van inspecteur Marriot | The Affair of the Pink Pearl                                |
| De man die no. 16 was                     | The affair of the sinister stranger; The man who was no. 16 |
| De heer snijden                           | Finessing the King/The Gentleman Dressed in Newspaper       |
| De verdwenen verloofde                    | The Case of the Missing Lady                                |
| Blindemannetje spelen                     | Blindman's Buff                                             |
| De man in de mist                         | The Man in the Mist                                         |
| De ritselaar                              | The Crackler                                                |
| Het Sunningsdale mysterie                 | The Sunningdale Mystery                                     |
| Het huis van de loerende dood             | The House of Lurking Death                                  |
| Het waterdichte alibi                     | The Unbreakable Alibi                                       |
| De dochter van de dominee/het rode huis   | The Clergyman's Daughter / The Red House                    |
| De schoenen van de gezant                 | The Ambassador's Boots                                      |

## Verhalen

### De geheime tegenstander
Tommy en Tuppence ontmoeten elkaar toevallig in Londen en beslissen om samen te werken als speurdersduo. Hun eerste opdracht wordt ingetrokken nadat Tuppence zich uitgeeft als Jane Finn. Daarop wordt een zoektocht gestart wie Jane Finn in werkelijkheid is.

### Het internationaal detectivebureau
Op aanraden van meneer Carter hebben Tommy en Tuppence Het internationaal detectivebureau overgenomen.  Ze beslissen om schuilnamen aan te nemen: meneer Blunt en mevrouw Robinson. Naast de gewone zaken dienen ze extra aandacht te besteden aan brieven op blauw papier die uit Rusland komen en geadresseerd zijn aan meneer Blunt, de voormalige manager die in de gevangenis zit. Niet veel later nemen ze Albert aan als klerk. Lawrence St Vincent vraagt aan Tuppence om zijn verloofde Janeth op te sporen: zij verdween spoorloos. Echter, Janeth is niet "verdwenen": om publiciteit te maken voor hun kantoor vroeg Tuppence aan Janeth om hun bedrijf regelmatig te vermelden om daarna te verdwijnen. Zo was Tuppence bijna zeker dat Lawrence beroep op hen zou doen.

### Het schouderklopje van inspecteur Marriot
Tommy leest detectiveverhalen om speurderstechnieken aan te leren. Op aanraden van Lawrence St Vincent doet juffrouw Kingston beroep op Tommy en Tuppence nadat een van haar gasten een waardevolle roze parel heeft verloren.

### De man die no. 16 was
Tuppence ontvangt een sigarettendoosje dat ooit eigendom was van generaal Francis Haviland die weldra in het huwelijk zal treden. Ook krijgt het kantoor de eerste blauwe Russische brief. Verder krijgen ze bezoek van dokter Charles Bower. Hij werd de voorbije week twee keer opgeroepen voor een spoedgeval. Beide oproepen bleken nep en bij thuiskomst heeft een onbekende persoon in zijn bureau rondgesnuffeld, wellicht op zoek naar zijn alkaloïdenonderzoek. Nu heeft hij opnieuw een oproep gekregen om een patiënt te onderzoeken in Bournemouth, maar eigen onderzoek wijst al aan dat dit weer een nepoproep is. De dokter vreest dat men tijdens de nacht alweer zal inbreken in zijn huis. Dankzij inspecteur Dymchurch komen Tommy en Tuppence te weten dat Bower niet te betrouwen is. Het verzoek van Bower is om er net voor te zorgen dat Tommy en Tuppence de komende nacht niet thuis zijn. Bower kan dan hun kantoor doorzoeken op zoek naar de blauwe brief.

### De heer snijden
Tuppence vindt in de krant een vreemde cryptische advertentie. Nadat ze deze heeft ontcijferd, is ze benieuwd. Er zal wellicht iets gebeuren in een decadente club, bekend om zijn gemaskerd bal, in Chelsea om middernacht. Daarom gaan zij en Tommy op onderzoek. Iets na middernacht is er plots een bulderlach die wordt gevolgd door een vrouwengil. Daarop wordt een stervende vrouw gevonden. Volgens getuigen heeft "een man in krantenpak" de vrouw neergestoken. Voordat ze sterft, zegt ze dat "Bingo" de dader is. Bingo is de beste vriend van Arthur Merivale. Zowel Bingo als Arthur waren in eenzelfde krantenpakkostuum aanwezig. Tuppence en Tommy suggereren dat Arthur de moord heeft gepleegd. Arthur vindt de insinuatie belachelijk en laat dit merken met een bulderlach. Dit is dezelfde lach die men hoorde toen Eve werd neergestoken. Wanneer men hem hier op wijst, pleegt Arthur zelfmoord door uit het raam te springen.

### De verdwenen verloofde
Gabriel Stavansson is vroegtijdig terug van een missie op de Noordpool. Zijn verloofde Hermione blijkt niet meer te wonen bij haar tante Susan en zou nu in Maldon verblijven. Omdat ze daar evenmin is, doet Gabriel beroep op Tommy en Tuppence. Zij achterhalen dat Gabriel heeft gezocht in Maldon nabij Surrey, maar dat er in Sussex ook een plaats is die Maldon heet. Daar dringt Tuppence in een privé-verpleeghuis en vindt Hermione. Haar gewicht is de laatste maanden serieus verzwaard. Toen ze vernam dat Gabriel vroegtijdig terugkwam, liet ze zich vrijwillig opnemen om zo snel mogelijk haar oude gewicht terug te krijgen.

### Blindemannetje spelen
Meneer Carter waarschuwt Tommy en Tuppence dat de mensen achter de Russische brieven hebben vernomen dat zij de plaats van meneer Blunt hebben ingenomen. Omdat het momenteel rustig is, volgt Tommy een opleiding bij de blinde detective Thornley Colton. Als oefening neemt Tommy Tuppence mee op restaurant terwijl hij een zwarte blindenbril draagt en blindenstok gebruikt. Daar ontmoeten ze de Hertog van Blairgowrie en zijn vriend Kapitein Harker. De dochter van de hertog is ontvoerd en hij wil dat Tommy en Tuppence dit onderzoeken. De hertog vraagt om de zaak in zijn privé-woning verder te bespreken. Terwijl Tuppence opnieuw een reservatie maakt in het restaurant, gaat Tommy akkoord met de uitnodiging en vertrekt met de hertog. Tuppence rijdt na de reservatie mee met de kapitein. Eenmaal in de woning van de hertog blijkt heel het verhaal verzonnen: de "hertog" is betrokken met de Russische brieven. Hij zet Tommy op een stoel in een metalen kamer met elektrische contactpunten die onder stroom staan. Daarop geeft hij de blinde Tommy instructies om in de kamer te wandelen. Wanneer Tommy een contactpunt raakt, zal hij sterven ten gevolge van elektrocutie. Tommy verklaart dat hij niet blind is en hij zonder problemen door de zwarte glazen kan kijken. Een boze "hertog" loopt naar Tommy, maar raakt een contactpunt. Tommy ontsnapt uit het huis en belt naar Tuppence. Zij is veilig. Toen Tommy opdracht gaf om een reservatie te maken, gebruikte hij enkele codewoorden waardoor Tuppence wist dat ze de politie moest inschakelen.

### De man in de mist
Tommy, verkleed als priester, en Tuppence ontmoeten actrice Gilda Glen. Zij vraagt om haar die avond op te zoeken in White House op Morgan's Avenue en vertrekt. Plots spreekt een agressieve James Reilly Tommy en Tuppence aan. Hij beweert Gilda te kennen, maar zij schenkt hem geen aandacht meer sinds haar verloving met Lord Leconbury. 's Avonds gaan Tommy en Tuppence naar White House. Wanneer ze in Morgan's Avenue zijn, spreken ze een agent aan. Volgens hem is het huis eigendom van mevrouw Honeycott. Net wanneer ze het huis willen betreden, loopt een schijnbaar wenende Reilly het huis uit. Binnen vinden ze het lijk van Gilda. De volgende dag wordt Reilly gearresteerd voor de moord. Hij beweert dat Gilda reeds dood was. Dienstmeid Ellen en mevrouw Honeycott hebben iemand het huis horen betreden en gingen ervan uit dat dat Gilda was. Verder onderzoek toont aan dat de politieman de moord heeft gepleegd: hij blijkt de huidige echtgenoot van Glinda te zijn die niet van haar wil scheiden.

### De ritselaar
Inspecteur Marriot vraagt Tommy en Tuppence om valsemunters op te sporen. Sinds kort zijn er rondom West End heel wat vervalste bankbiljetten gevonden en wellicht is majoor Laidlaw, een fervent gokker, betrokken. Lawrence St Vincent is bevriend met Marriot en infiltreert Tommy en Tuppence zo in de gokwereld.

### Het Sunningsdale mysterie
Zakenpartners Kapitein Anthony Sessle en meneer Hollaby spelen een partij golf op Sunningdale golfclub. Sessle spreekt ter hoogte van de zevende hole met een vrouw in bruine jas en gaat met haar mee. Even later komt Sessle terug en speelt de partij uit. De volgende dag wordt het lichaam van Sessle gevonden aan de zevende hole. Hij werd vermoord met een hoedenspeld. Daarop wordt Doris Evans aangehouden. Zij sprak de vorige dag inderdaad op het golfterrein met Sessle. Hij liet uitschijnen zelfmoord te willen plegen omdat hun verzekeringskantoor bijna failliet is. Doris vluchtte daarop weg. Tuppence en Tommy achterhalen dat de vrouw met wie Sessle aan de zevende hole sprak in werkelijkheid Hollaby Junior was. Hij verkleedde zich als Doris, sprak met hem aan de zevende hole en leidde hem weg, vermoordde hem ter hoogte van de hut en wisselde hun kledij zodat het leek alsof Sessle de partij uitspeelde. 's Nachts keerde hij terug om alweer van kledij te wisselen en Sessle op de grasmat te leggen.

### Het huis van de loerende dood
Lois woont in bij haar rijke tante weduwe Hargreaves. De weduwe heeft altijd gezegd dat haar neef Dennis Radclyffe het overgrote deel van de erfenis zal krijgen. Na een ruzie paste ze haar testament aan zodat Lois dat deel zou krijgen. Lois Hargreaves schakelt nu de hulp in van Tommy en Tuppence nadat ze beseft dat iemand in haar huishouden de familie heeft willen vergiftigen door chocolade te mengen met arsenicum. Dit is ofwel haar tante, Dennis, mevrouw Logan, Mary Chilcott, de kok, keukenmeid of huishoudmeiden Esther en Hannah. De volgende dag heeft de dader weer toegeslagen door gif te mengen in sandwiches. Lois en Dennis zijn gestorven en mevrouw Logan is doodziek. Hannah blijkt in bezit te zijn van een oud medicijnen- en gifboek geschreven door Edward Logan. Mevrouw Logan bevestigt dat haar vader dat boek schreef en laat haar arm zien: deze staat vol littekens van oude injecties door haar vader gegeven. Dokter Burton achterhaalt dankzij dat boek dat het gif in de sandwiches ricine is. Dan blijkt dat mevrouw Logan de gifmengster is. Zij gaf haarzelf kleine gifinjecties om zo een resistentie op te bouwen. Niet veel later sterft mevrouw Logan aan een hartfalen.

### Het waterdichte alibi
Montgomery Jones is stapelverliefd op de Australische Una Drake. Beiden hebben een passie voor detectiveverhalen. Una heeft een scenario van een waterdicht alibi bedacht en uitgevoerd. Indien Montgomery dat alibi toch kan weerleggen, mag hij haar alles vragen. Omdat Montgomery de oplossing niet vindt, schakelt hij de hulp in van Tommy en Tuppence. Het alibi stelt dat mevrouw Drake iets at in een restaurant in Soho. Daarna ging ze naar een show op West End en had een avondmaal met meneer Le Marchant in het Savoy Hotel. Tezelfdertijd overnachtte ze in Castle Hotel in Torquay en keerde pas de volgende dag terug naar Londen. Tommy en Tuppence gaan met een foto van Una naar meneer Le Marchant die bevestigt dat hij op de betreffende avond in gezelschap was van Una. De restaurantuitbater beweert Uma niet te hebben gezien. In Castle Hotel wijst alles er op dat Uma de nacht daar heeft doorgebracht, maar ook in het Savoy Hotel zijn er voldoende getuigen om dit aan te nemen. Tuppence concludeert dat Uma een tweelingzus heeft en dat Montgomery dat niet wist.

### De dochter van de dominee / Het rode huis
Monica Deane contacteert Tommy en Tuppence. Onlangs erfden zij en haar moeder het huis van hun tante dat ze verhuren als soort van vakantiewoning. Nu wordt de woning geteisterd door een klopgeest: tantes geest die op zoek is naar haar geld. Een zekere doktor O'Neil van de "Society for Physical Research" wil de woning kopen, maar Monica herkent in hem een man die ook al eerder een bod uitbracht. Volgens de bank heeft tante al haar geld opgenomen kort voordat ze stierf. Tommy en Tuppence gaan naar het huis en doen meid Crocket geloven dat ze potentiële kopers zijn en dat Monica hiervan op de hoogte is. Zo kunnen ze het huis doorzoeken naar het verdwenen geld. Al vlug blijkt dat de meid en de dokter, in werkelijkheid haar neef, de klopgeesten zijn. Het geld wordt ook gevonden: het zat verstopt in tinnen blikken die in de tuin werden begraven.

### De schoenen van de gezant
Randolph Wilmott, een Amerikaanse ambassadeur, ontmoette op een schip de Amerikaanse senator Ralph Westerham. Randolph had een kitzak met zijn initialen op. Volgens een knecht had Ralph eenzelfde kitzak en werd deze kortstondig verwisseld. Randolph sprak Ralph hierover aan, maar deze laatste beweert geen kitzak te bezitten. Hoewel het triviaal lijkt, beslist Randolph toch om het incident te laten onderzoeken door Tommy en Tuppence. Volgens Ralphs knecht Richard was er inderdaad een verwisseling en bevatte de kit van Randolph wat badkamermateriaal en een blik badzout. Richard herinnert zich dat Eileen O'Hara op het schip - ter hoogte van de kajuit van Randolph - ziek werd. Hij ging een dokter halen, maar Eileen was daartegen bekomen. Tommy plaatst in de krant een advertentie waarin hij op zoek is naar Eileen. Niet veel later meldt mevrouw Cicely March zich aan. Nog voordat zij iets kan zeggen, wordt het kantoor overvallen door een Spaanse man. Hij vreest dat Cicely zijn plannen zal dwarsbomen. Hij wordt overmeesterd en vlucht. Cicely verklaart dat zij een ogenschijnlijk zieke vrouw in de kajuit van Randolph heeft zien gaan en dat ze iets verstopte in zijn bagage. Cicely vond dit verdacht en ging op onderzoek: het betrof een blad uit de bijbel maar nadat het per toeval nat werd, verscheen er een tekst en een plan. Daarop verklaart Cicely dat ze ook werkt voor de Amerikaanse overheid en dat zij het papier nog steeds heeft. Tommy laat een nota achter voor Tuppence en gaat vervolgens mee met Cicely. Onderweg is er oponthoud omdat Tommy zowat alle taxi's verdacht vindt. Eenmaal aan het huis van Cicely wordt ze opgepakt door twee agenten die worden vergezeld door Tuppence. Dankzij de nota kon Tuppence de politie verwittigen. Tommy zegt dat hij tijd won door de taxi's zogezegd als verdacht aan te duiden. Het huis wordt doorzocht waarbij men ook de blikken met badzout vindt. Deze blijken echter gevuld te zijn met cocaïne.